# Bénye
Bénye ist eine ungarische Gemeinde im Kreis Monor im Komitat Pest.

## Geografische Lage
Bénye liegt sieben Kilometer östlich der Kreisstadt Monor. Nachbargemeinden sind Gomba und Káva.

## Sehenswürdigkeiten
- 1848–1849er- und 1956er-Denkmal
- Evangelische Kirche, erbaut 1784–1794 im spätbarocken Stil, restauriert 1879
- Szent-István-király-Statue, erschaffen von Sándor Simorka
- Szent-Vince-Statue, erschaffen von Szilveszter Oláh
- Weltkriegsdenkmal

## Verkehr
Durch Bénye verläuft die Landstraße Nr. 3112. Der nächstgelegene Bahnhof befindet sich in Monor.

## Bilder

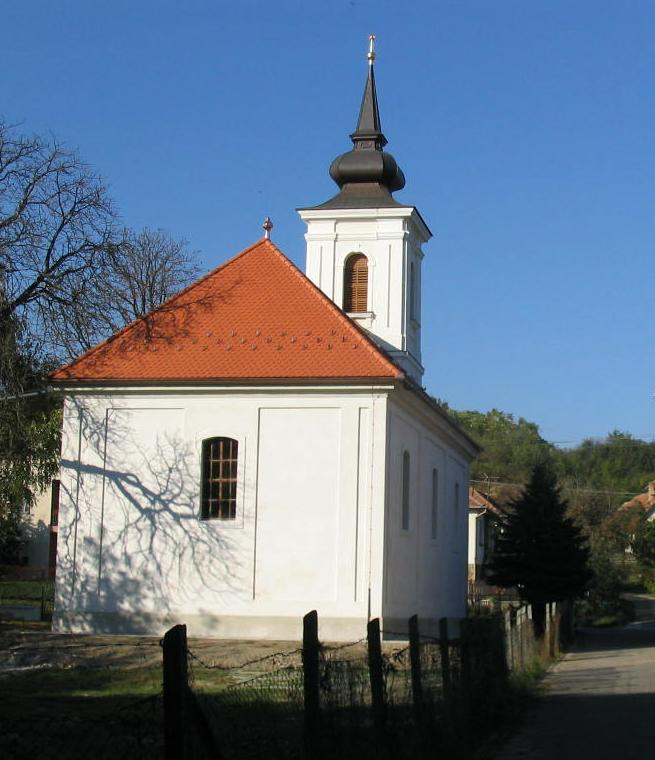
Evangelische Kirche
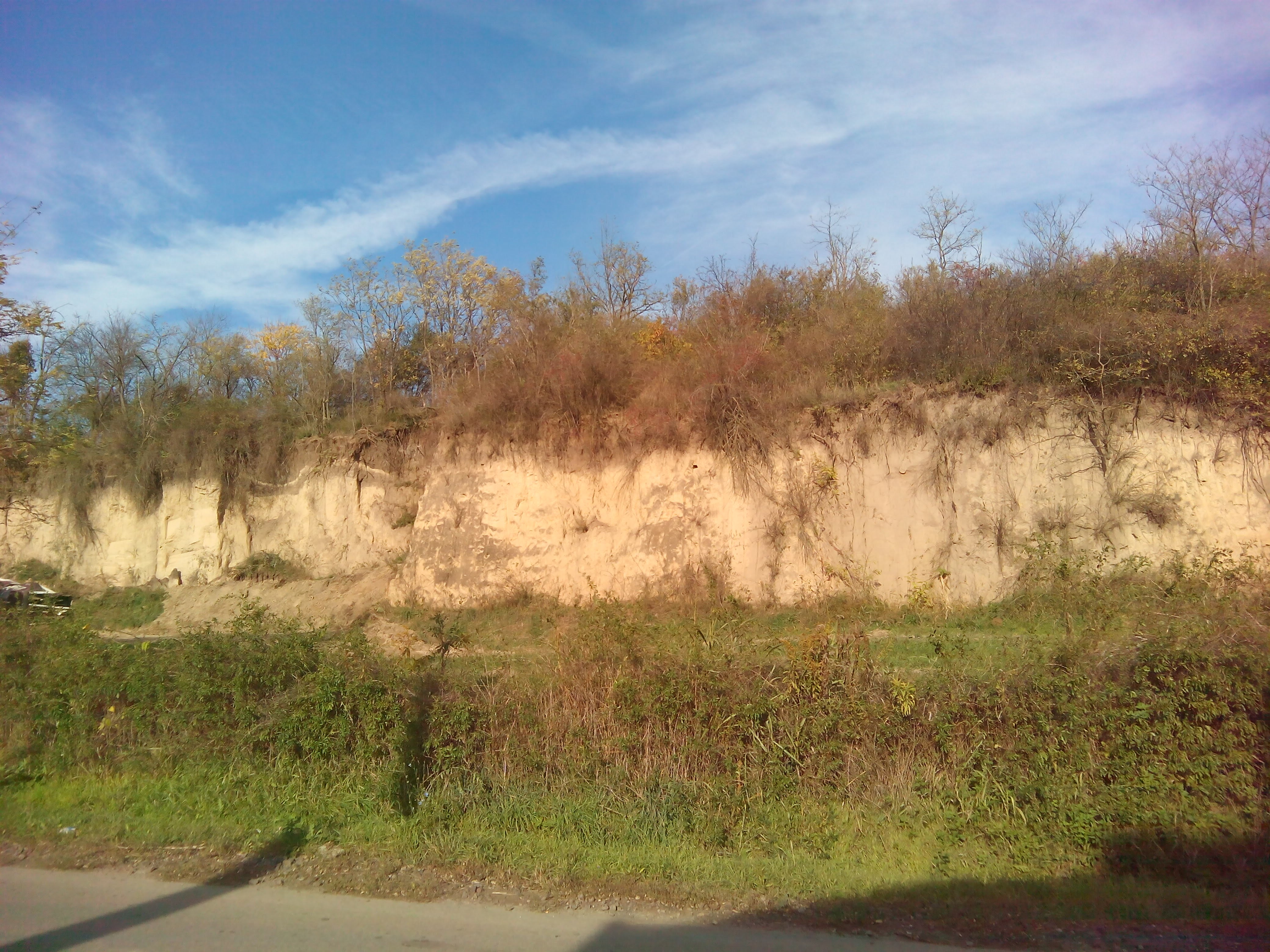
Lösswand in Bénye